# Kaplica Położenia Ryzy Matki Bożej w Ozieranach Wielkich
Kaplica Położenia Ryzy Matki Bożej – prawosławna kaplica cmentarna w Ozieranach Wielkich. Należy do parafii Narodzenia Przenajświętszej Bogurodzicy w Krynkach, w dekanacie Sokółka diecezji białostocko-gdańskiej Polskiego Autokefalicznego Kościoła Prawosławnego.

## Opis

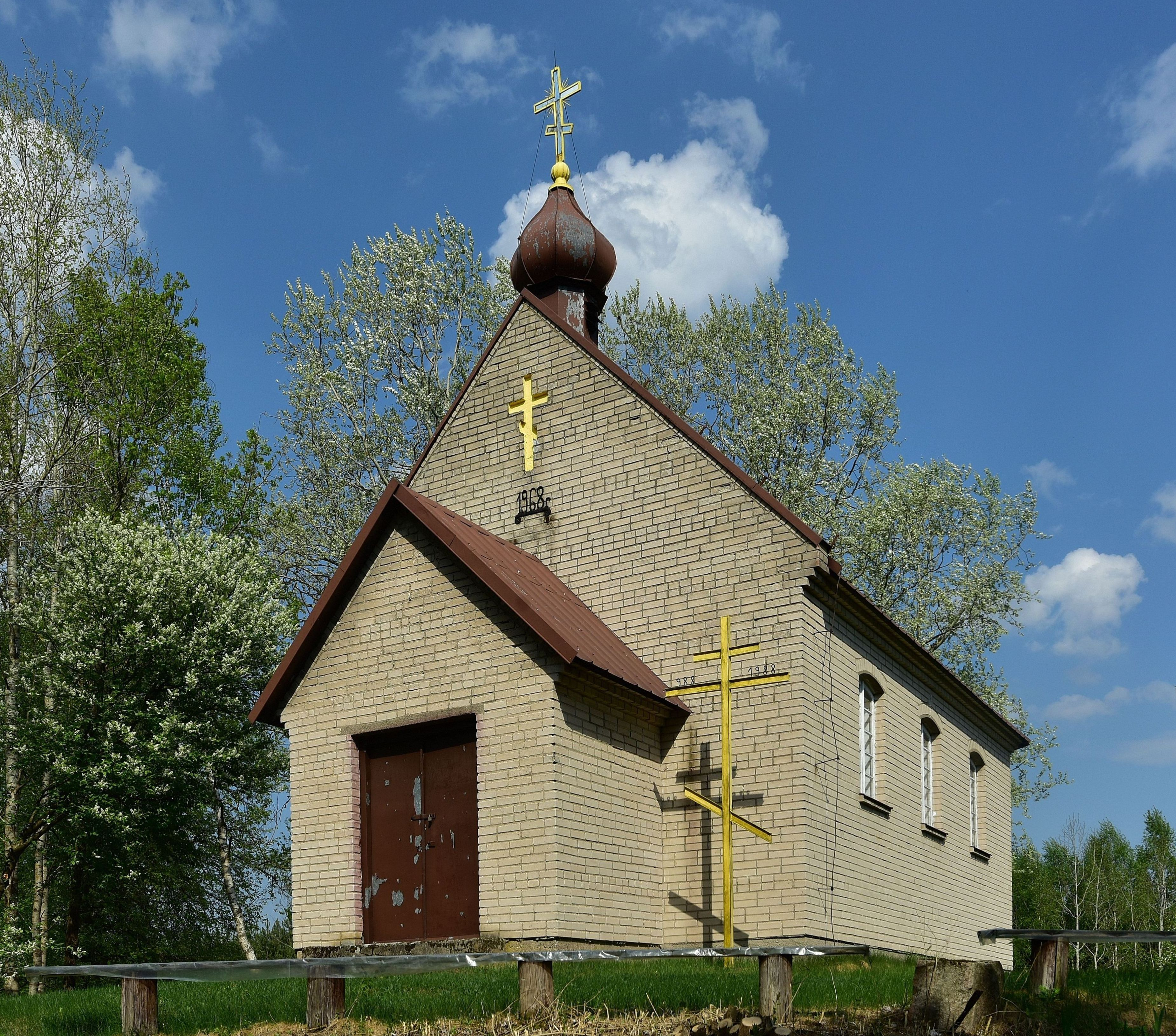

Świątynia znajduje się na cmentarzu prawosławnym. Wzniesiona w 1968 i konsekrowana w 1970. Murowana, z białej cegły, z wyodrębnionym, mniejszym od części nawowej przedsionkiem, posiada jedną kopułę. Wcześniej w tym miejscu znajdowała się drewniana kaplica (pod tym samym wezwaniem) z 1874, która spłonęła od uderzenia pioruna w 1963.
Lokalne święto – uroczystość Położenia Ryzy Matki Bożej, połączona z obrzędem święcenia pól – przypada w dniu 15 lipca (2 lipca według starego stylu). Uroczystość święcenia grobów na miejscowym cmentarzu ma miejsce we Wtorek Paschalny.